# Château de Fouquières
Pour les articles homonymes, voir Fouquières.
Le château de Fouquières, est situé à Fouquières-lès-Béthune dans le département du Pas-de-Calais. Élevé dans les années 1760, il a été restauré en 1811 par Augustin-Louis Doresmieulx, fils de l'ancien seigneur de Fouquières, et par son épouse Charlotte-Alexandre de Beaulaincourt.

## Les Doresmieulx, seigneurs de Fouquières auXVIIIesiècle
La seigneurie de Fouquières avait été vendue en 1700 par le marquis de Saluces-Bernemicourt à Édouard-Jacques Doresmieulx, ancien échevin de Saint-Omer, fixé à Béthune après son mariage avec Catherine Le Roulx.
Son fils Jacques-François Doresmieulx, mort en 1755, préfère habiter Saint-Omer et le vieux logis seigneurial de Fouquières est alors certainement converti à usage agricole. 
L'aîné de ses quatre fils, Jacques-Alexandre Doresmieulx, reprend la seigneurie de Fouquières et participe activement à la reconstruction de l'église paroissiale, décidée en 1760 mais réalisée seulement en 1767. Il fait reconstruire le château, achevé en 1770.
À sa mort, en 1778, c'est Alexandre-Constant Doresmieulx, son frère, qui reprend la seigneurie de Fouquières. Il était capitaine de grenadiers au régiment d'Auxerrois-Infanterie, affecté en 1775 à la Martinique. De retour en France pour raison de santé, il partage son temps entre sa terre de Fouquières qu'il s'emploie à agrandir (il acquiert du duc de Guînes en 1782 la seigneurie vicomtière de Fouquières) et Saint-Omer. Il est élu maire de Fouquières en 1790.
La Révolution l'oblige à quitter le pays, à s'engager dans l'Armée des Princes et à abandonner ses biens qui furent vendus par la Nation. Il meurt fort âgé à Saint-Omer en 1827 et est enterré auprès de son épouse dans la chapelle funéraire des Doresmieulx, dans l'église paroissiale face à la sacristie. 

## Dévolution du château auxXIXeetXXesiècles
Son fils Augustin-Louis Doresmieulx hérite du château et y entreprend des travaux d'importance.
Le château est ensuite la résidence de Charles-Alexandre (1807-1888), officier de cuirassiers démissionnaire en 1830, époux de Céligne Enlart de Guémy (1821-1866), qui poursuit dans les années 1840 les travaux entrepris par son père. Mais une fièvre typhoïde contractée lors d'une chasse au loup l'oblige à laisser à son épouse la gestion de ses biens. Cette dernière décide de la construction d'un superbe corps de dépendances. 
Leur fils aîné René-Alexandre (1845-1944), maire de Fouquières pendant près d'un demi-siècle, époux de Marie-Armandine-Mathilde de Romanet de Beaune, est le dernier des Doresmieulx de Fouquières.
N'ayant pas d'héritier pour perpétuer le nom (son unique fils, Ferdinand, meurt quelques mois après sa naissance et son frère Édouard-Louis, juge d'instruction à Saint-Pol, n'a pas laissé d'enfants), et considérant que ses filles n'allaient pas par la suite conserver un château nécessitant une complète réfection et ne répondant plus aux exigences modernes du confort, il se contente d'un entretien minimal du château. 
Le château échoit à sa mort à l'une de ses quatre filles, Valentine (1888-1981), épouse (1914) de Jean-Marie-Raoul-Alphonse-Henry Baudenet d'Annoux (1884-1964), grands-parents de l'actuel propriétaire.
Cette demeure a souffert d'un long abandon, de vandalisme dans les années 1980 et d'un important morcellement foncier. Le 27 février 2017, l'aile droite du château est incendiée par des cambrioleurs.
Sa restauration est en cours[Quand ?]. Le parc est de belles proportions, les dépendances de grande qualité et le château lui-même a une belle ordonnance que cache malheureusement encore aujourd'hui un triste enduit au ciment gris.
Le château de Fouquières, dans sa structure, est très représentatif du mode de vie d'une famille de gentilshommes artésiens "moyens" du XIXe siècle.